# Östra Stenby landskommun
Östra Stenby landskommun  var en tidigare kommun i Östergötlands län.

## Administrativ historik
När 1862 års kommunalförordningar trädde i kraft inrättades i Sverige cirka 2 500 kommuner. Huvuddelen av dessa var landskommuner (baserade på den äldre sockenindelningen), vartill kom 89 städer och åtta köpingar. Då inrättades i  Östra Stenby socken i Östkinds härad i Östergötland denna kommun. 
Vid kommunreformen 1952 uppgick denna  landskommun i Västra Vikbolandets landskommun som senare 1974 uppgick i Norrköpings kommun.

## Politik

### Mandatfördelning i Östra Stenby landskommun 1938-1946
| 6 | 9 |

| 15 |

| 15 |

| 15 |

| 13 | 2 |

| 14 |